# Studio BentStuff
Studio BentStuff（日語：株式会社スタジオベントスタッフ）是一间专门对电子游戏相关的攻略本、杂志进行规划、执笔、制作的工作室。
1989年，以日本电波新闻社的「マイコンBASICマガジン」的4位创作者为中心成立。其后以该杂志为中心制作了一系列游戏攻略本以及「周刊少年Magazine」上的游戏报道。而职员也以个人身份进行着游戏创作与小说的执笔。

## 主要出版物
- ALL ABOUT系列（电波新闻社）
- 解体真书系列（Enterbrain）
- ULTIMANIA系列（DIGICUBE、现在由史克威尔艾尼克斯发行）
- 勇者斗恶龙VIII正式指南书（史克威尔艾尼克斯）